# Janusz Kurbiel
Janusz Kurbiel (ur. 1946, zm. 22 sierpnia 2016 na pokładzie Vagabond'elle przy brzegu Grenlandii) – polski badacz i żeglarz arktyczny mieszkający we Francji, z wykształcenia inżynier, założyciel i aktywny działacz stowarzyszenia „Imerpol – Instytut Mórz Polarnych”, organizator i uczestnik licznych wypraw polarnych i projektów żeglarsko-badawczych.

## Życiorys
Urodził się w roku 1946. Ukończył studia na Wydziale Górniczym Politechniki Śląskiej (specjalizacja: Elektrotechnika i Automatyka). Z żeglarstwem zetknął się w Jacht Klubie AZS w Gliwicach, a staż morski odbył jako członek Jacht Klubu AZS w Szczecinie. Po zamieszkaniu we Francji zajął się – od roku 1975 wraz z żoną, Joelle – problemami klimatu Arktyki. Janusz i Joelle Kurbiel zastosowali innowacyjną technikę badań polarnych – ekspedycje naukowe na jachtach o specjalnej konstrukcji, zamiast bardziej kosztownego i mniej „elastycznego” zakładania badawczych baz lądowych lub organizowania ekspedycji z użyciem lodołamaczy. 
W roku 1975 Janusz Kurbiel zbudował pierwszy swój jacht Vagabond, należący do popularnej serii „Chatam”. Na tym jachcie w latach 1976–1977 Janusz i Joelle odnieśli spektakularne  sukcesy w czasie ekspedycji arktycznych i uzyskali francuską nagrodę Neptune d’Argent. Jego następcami były jachty Vagabond'eux (1978, Vagabond II), Vagabond'eur (1987), Exploraglobe Vagabond (1992–1994), Vagabond'elle (1994–1996). 
W roku 1996 Janusz Kurbiel otrzymał stopień doktora klimatologii polarnej (zob. klimat okołobiegunowy) na paryskiej Sorbonie. W następnych latach współpracował m.in. z Uniwersytetem Jagiellońskim. Wraz z żoną założył stowarzyszenie „Imerpol – Instytut Mórz Polarnych”, zajmujące się m.in. zbieraniem funduszy na prowadzenie ciągłych badań w strefach polarnych z wykorzystaniem statku badawczego, koordynacją programów naukowych z innymi organizacjami, popularyzacją wyników badań. Fundusze na działalność Imerpol pochodzą ze składek członkowskich, dotacji i darowizn, akcji typu mecenat lub sponsoring. Otrzymał liczne wyróżnienia żeglarskie. 
Zmarł we śnie 22 sierpnia 2016 roku na jachcie Vagabond'elle, zakotwiczonym w jednej z zatok Grenlandii. Żona doprowadziła jacht do Nuuk. 9 września Joelle i Daniel Kurbiel (syn Janusza) rozsypali prochy zmarłego w wodach Oceanu Arktycznego.
Joelle Kurbiel została zaproszona, jako gość specjalny, na  19. Ogólnopolskie Spotkania Podróżników, Żeglarzy i Alpinistów (10–12 marca 2017) w Gdyni.

## Rejsy

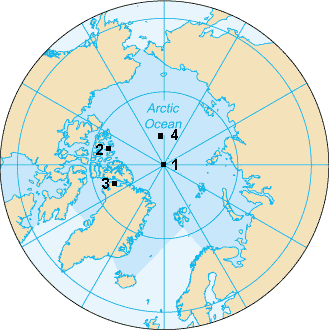
Położenie biegunów północnych Ziemi: 1. geograficzny; 2. magnetyczny; 3. geomagnetyczny; 4. niedostępności

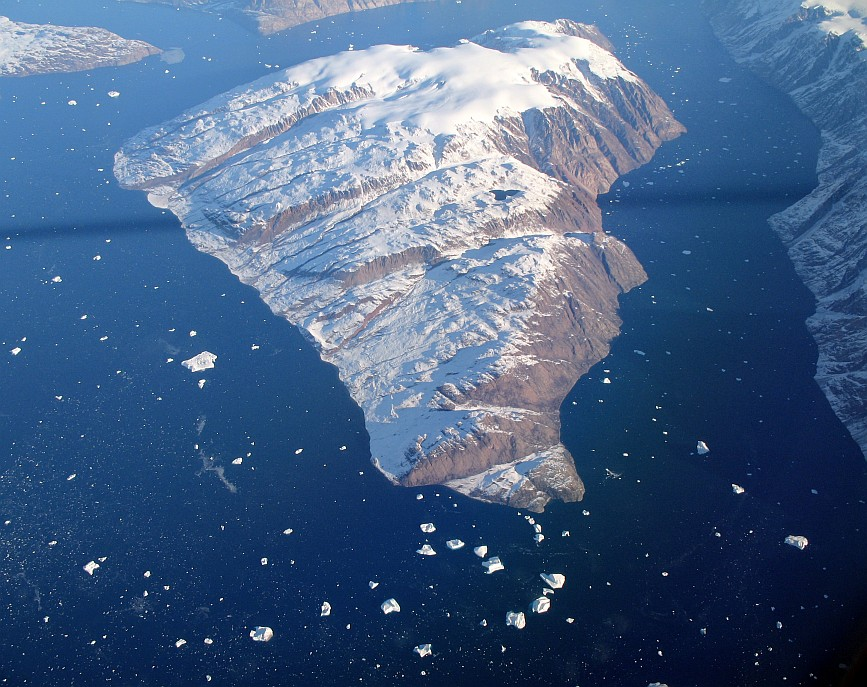
Grenlandia z lotu ptaka

W latach 1980–1983 Janusz Kurbiel odbył szereg rejsów do Arktyki Kanadyjskiej na zaprojektowanym według własnych koncepcji jachcie Vagabond II. Dopłynął wtedy na odległość 50 mil morskich od północnego bieguna magnetycznego. Do samego bieguna magnetycznego dotarł nieco później, w wyprawie saniami motorowymi. 
Był pomysłodawcą i organizatorem rejsu przebudowanego Vagabond II przez Przejście NW – pierwszego przebycia tej trasy jachtem z zachodu na wschód (załoga: Wojciech Jacobson i Ludomir Mączka, 1984–1988).
W roku 1992 dwukrotnie opłynął Spitsbergen (SY „Vagabond III”), a w roku 1998 podjął, wraz z żoną, żeglarską wyprawę naukowo-badawczą do nieznanych zachodnich brzegów Grenlandii (mały, drewniany jacht „Vagabond'elle”). Kilkuletni program badań niedostępnych rejonów Arktyki (pt. „Wszystkie lądy i morza wokół Bieguna Północnego”) był realizowany wspólnie z prof. Marią Olech z UJ (Instytut Botaniki, specjalistka w zakresie flory wysokogórskiej i kierownik Zakładu Badań i Dokumentacji Polarnej im. Prof. Zdzisława Czeppego).
Realizując długofalowy plan opłynięcia jachtem wszystkich mórz i lądów wokół bieguna północnego J.J. Kurbielowie nie ograniczają się do badań o charakterze przyrodniczym. Rozwiązują też problemy związane z historią wędrówek wikingów, którzy według nich byli w pełni świadomi trasy swoich wypraw.
W roku 2007, w czasie ponad 200-dniowego rejsu do wschodnich wybrzeży Grenlandii, Kurbielowie dotarli do Ziemi Knuta Rasmussena (jedno z miejsc najbardziej niedostępnych). Badania obejmowały zagadnienia klimatyczne (program „Borealis” 2007) i meteorologiczne, w tym poszukiwanie potwierdzenia istnienia zjawisk atmosferycznych, które doprowadziły do rozbicia części floty Eryka Czerwonego na morzu Grenlandzkim (ok. 985 r.).
Kolejna wyprawa żeglarsko-badawcza „Vagabond’elle” (2009/2010), podjęta w ramach projektu „Borealis”, prowadziła przez Wyspy Owcze i Islandię do Grenlandii. Kontynuowano badania m.in. z zakresu klimatologii, a ponadto testowano prototypowe urządzenia, projektowane dla tzw. „czystego ekojachtu”. W roku 2012 w naukowo-badawczym rejsie kolejnego jachtu („Marguerite 1”) ponownie wzięła udział prof. Maria Olech. W czasie wyprawy (16 września) załoga przekroczyła Cieśninę Beringa, między Alaską i Syberią (Joelle Kurbiel stała się pierwszą żeglarką, która pokonała Przejście Północno-Zachodnie w obu kierunkach).
W roku 2013 Janusz i Joelle Kurbiel po raz trzeci żeglowali przez NW Passage. Brali udział w rejsie turystyczno-badawczym na statku „Le Soleal”. Janusz Kurbiel pełnił na statku funkcję „pilota lodowego” (Ice Master).

## Publikacje (wybór)
Książki i artykuły (wybór spośród ponad 200 publikacji, wydanych w 45 krajach)
- Po Nowe Ziemie, wyd. Księga Przygody, Gdańsk
- Mirages et Vikings, wyd. Découverte de l'Aventure, Paryż
- Exploring the Arctic, wyd. Spirit of Entreprise, Londyn
- Les Carnets de l'Aventure, wyd. La Mer, Paryż
- Vagabond. Segel-Abenteuer im Polarmeer, Stuttgart
- Vagabond et les Aventures Polaires, Paryż

Filmy
- Le Passage du Nord-Ouest, 52' TF1 – Ushuaia
- La Route du Pôle, 30' Société Générale
- Victoire au Pôle, 30' Magazine d'Antenne 2
- L'Enfant de Nanisivik, 20' TF1
- Vagabond Pôle Nord, 60' Antenne 2 – Carnets de l'Aventure
- La Navigation Polaire, 30' FR3 Thalassa
- Pourquoi Pas? Vagabond, 60' FR3 Thalassa
- Rêves de Glaces, 4 x 30' Antenne 2 – Carnets de l'Aventure

Wystawy
- Vagabond'elle, Le Grand Pavois, La Rochelle
- Expéditions Polaires, Muzeum Narodowe w Szczecinie, Szczecin
- Vagabond'eux au Pôle Nord magnétique, face à la Tour Eiffel, Société Générale, Paryż
- Vagabond'eux, Salon International de la Navigation de Plaisance, Paryż
- Vagabond, Salon International de la Navigation de Plaisance, Paryż

## Wyróżnienia[4]
- Neptune d'Argent, Paryż 1977
- Médaille d'or du mérite, Paryż 1985
- Rejs Roku – Srebrny Sekstant, Gdańsk 1985, 1989, 1992
- Prix Rolex à l'Esprit d'Entreprise, Genewa 1987, 1992
- Nagroda Conrada, Gdańsk 1998, 2000[17]
- Rejs Roku, Gdańsk 1998, 1999
- Nagroda „Kolos”, Kraków 1999, 2007 (wyróżnienie)[2][18]
- Nagroda Grotmaszta Bractwa Kaphornowców, Gdańsk 1998, 2005
- Honorowe wyróżnienie „Rejs Roku 2012”[19]

12 marca 2017 roku Janusz i Joëlle Kurbielowie otrzymali nagrodę „Super Kolos” za całokształt dokonań żeglarskich,
w szczególności za wiele znaczących rejsów na wody dalekiej północy połączonych z badaniami naukowymi.